# A Night at the Odeon - Hammersmith 1975
A Night at the Odeon - Hammersmith 1975 é um álbum ao vivo da banda inglesa de rock Queen, gravado em 1975. Lançado cerca de quarenta anos após sua gravação, apresenta um repertório muito semelhante a Live at the Rainbow '74 (2014) com exceção de "Bohemian Rhapsody", divulgada após o seu lançamento.

## Faixas

### CD
| N.º | Título                                | Duração |  |
| 1.  | "Now I'm Here"                        |         |  |
| 2.  | "Ogre Battle"                         |         |  |
| 3.  | "White Queen (As It Began)"           |         |  |
| 4.  | "Bohemian Rhapsody"                   |         |  |
| 5.  | "Killer Queen"                        |         |  |
| 6.  | "The March of the Black Queen"        |         |  |
| 7.  | "Bohemian Rhapsody (Reprise)"         |         |  |
| 8.  | "Bring Back That Leroy Brown"         |         |  |
| 9.  | "Brighton Rock"                       |         |  |
| 10. | "Guitar Solo"                         |         |  |
| 11. | "Son and Daughter"                    |         |  |
| 12. | "Keep Yourself Alive"                 |         |  |
| 13. | "Liar"                                |         |  |
| 14. | "In the Lap of the Gods... Revisited" |         |  |
| 15. | "Big Spender"                         |         |  |
| 16. | "Jailhouse Rock Medley"               |         |  |
| 17. | "Seven Seas of Rhye"                  |         |  |
| 18. | "See What a Fool I've Been"           |         |  |
| 19. | "God Save the Queen"                  |         |  |

### DVD/Blu-ray
| N.º | Título                                | Duração |  |
| 1.  | "Now I'm Here"                        |         |  |
| 2.  | "Ogre Battle"                         |         |  |
| 3.  | "White Queen (As It Began)"           |         |  |
| 4.  | "Bohemian Rhapsody"                   |         |  |
| 5.  | "Killer Queen"                        |         |  |
| 6.  | "The March of the Black Queen"        |         |  |
| 7.  | "Bohemian Rhapsody (Reprise)"         |         |  |
| 8.  | "Bring Back That Leroy Brown"         |         |  |
| 9.  | "Brighton Rock"                       |         |  |
| 10. | "Guitar Solo"                         |         |  |
| 11. | "Son and Daughter"                    |         |  |
| 12. | "Keep Yourself Alive"                 |         |  |
| 13. | "Liar"                                |         |  |
| 14. | "In the Lap of the Gods... Revisited" |         |  |
| 15. | "Big Spender"                         |         |  |
| 16. | "Jailhouse Rock (Medley)"             |         |  |

#### DVD/SD Blu-ray bônus (Live in Tokyo, Japan 1975)
| N.º | Título                                | Duração |  |
| 1.  | "Now I'm Here"                        |         |  |
| 2.  | "Killer Queen"                        |         |  |
| 3.  | "In the Lap of the Gods... Revisited" |         |  |

### Vinil
| N.º | Título                      | Duração |  |
| 1.  | "Now I'm Here"              |         |  |
| 2.  | "Ogre Battle"               |         |  |
| 3.  | "White Queen (As It Began)" |         |  |

| N.º | Título                         | Duração |  |
| 1.  | "Bohemian Rhapsody"            |         |  |
| 2.  | "Killer Queen"                 |         |  |
| 3.  | "The March Of The Black Queen" |         |  |
| 4.  | "Bohemian Rhapsody (Reprise)"  |         |  |
| 5.  | "Bring Back That Leroy Brown"  |         |  |
| 6.  | "Brighton Rock"                |         |  |
| 7.  | "Guitar Solo"                  |         |  |
| 8.  | "Son And Daughter (Reprise)"   |         |  |

| N.º | Título                                | Duração |  |
| 1.  | "Keep Yourself Alive"                 |         |  |
| 2.  | "Liar"                                |         |  |
| 3.  | "In the Lap of the Gods... Revisited" |         |  |

| N.º | Título                      | Duração |  |
| 1.  | "Big Spender"               |         |  |
| 2.  | "Jailhouse Rock (Medley)"   |         |  |
| 3.  | "Seven Seas of Rhye"        |         |  |
| 4.  | "See What a Fool I've Been" |         |  |
| 5.  | "God Save the Queen"        |         |  |